# Smith Island, Antarktis
Smith Island är en ö i Antarktis. Den ingår i ögruppen Sydshetlandsöarna. Argentina, Chile och Storbritannien gör anspråk på området. Arean är 206 kvadratkilometer.
Terrängen på Smith Island är mycket bergig. Öns högsta punkt är 2 413 meter över havet.